# Berliner Beichtstuhlstreit
Der Berliner Beichtstuhlstreit bezeichnet eine Auseinandersetzung innerhalb des Luthertums in Berlin über die Abschaffung der Einzelbeichte.
1697 schaffte der pietistisch gesinnte Pfarrer an der Berliner Nikolaikirche Johann Kaspar Schade das Hören der Einzelbeichte ab. Dazu bewogen ihn theologische Bedenken gegenüber der Beichte: Wenn die beichtende Person nicht beabsichtigte, ihren Lebenswandel nach der Absolution zu ändern, wäre die Beichte nichtig. Die beichtende Person würde dadurch ihre Schuld vor Gott nur vergrößern. Gleichzeitig würde der Pfarrer, der die Beichte hört, ebenfalls Schuld vor Gott auf sich laden. Um diesem Problem zu entgehen, führte Schade das Allgemeine Schuldbekenntnis in die Liturgie ein. Da er damit die herrschende Auffassung der lutherischen Kirche in Frage stellte, nach der die Einzelbeichte die Zulassungsvoraussetzung zur Feier des Abendmahls darstellte, wurde er beim Magistrat der Stadt angezeigt.
Daraus entspann sich eine öffentliche Diskussion um die Einzelbeichte, deren Sinnbild der Beichtstuhl darstellte. Philipp Jakob Spener, der als Propst Schades Vorgesetzter und zugleich ein entschiedener Förderer des Pietismus war, trat für Schade beim Magistrat ein. Gegen Schade wurde ein Verfahren geführt, weil er zwei Mädchen mit der Rute auf die nackte Haut geschlagen habe. Dies wurde ihm als sexueller Übergriff ausgelegt und er wurde zum freiwilligen Amtsverzicht aufgefordert, dem er folgte. Seine Befürworter wiederum organisierten am 17. Mai 1697 eine Protestversammlung im zuständigen Untersuchungsausschuss, bei der es zu einem Tumult kam. Der Ausschuss wollte die Angelegenheit dem Kurfürsten Friedrich III. zur Entscheidung vorlegen. Währenddessen stimmten die Anhänger Schades mit den Füßen ab und nahmen ohne Beichtvorbereitung am Abendmahl teil.
Am 3. Juni 1698 versetzte der brandenburgische Kurfürst Friedrich III. Schade nach Derenburg. Am 13. Juni hob er die Verpflichtung zur Einzelbeichte auf. Die Möglichkeit zur Einzelbeichte sollte weiter bestehen bleiben. Die Beichte für alle wurde in einem allgemeinen Schuldbekenntnis mit allgemeiner Absolution zwischen Predigt und Abendmahl eingeführt. Allerdings mussten sich die Teilnehmenden beim Abendmahl in Zukunft vorher dazu anmelden. Das Gehalt der Prediger wurde zeitgleich um 200 Taler erhöht, da ihnen durch die Entscheidung das Beichtgeld zum Lebensunterhalt entzogen wurde.
Am 16. November 1698 wurde das Edikt Friedrichs III. veröffentlicht, sollte aber in seinem Wirkungsbereich auf Berlin und Cölln begrenzt sein. Im restlichen Brandenburg galt weiterhin die Einzelbeichte. Dennoch kam es zu weiteren Auseinandersetzungen, als Pfarrer Andreas Rittner an der Marienkirche zwei Handwerkern, die sich weigerten, die Einzelbeichte abzulegen, am 7. Dezember 1698, dem 2. Advent, das Abendmahl verweigerte. Der Fall wurde vor dem Kurfürsten verhandelt und endete mit der Unterwerfung Rittners.
Mit dem Edikt des Kurfürsten verschwand die Einzelbeichte nicht aus der lutherischen Kirche Berlins. Viele Menschen hielten daran fest. Erst nachwachsende Generationen übernahmen die Ablehnung der Einzelbeichte. 1739 wurde das Edikt von 1698 erneut veröffentlicht. 1781 wurde unter Friedrich II. die allgemeine Beichte verbindlich und die Einzelbeichte somit in ganz Preußen bis auf Reste faktisch abgeschafft.